# Luis Racionero
Luis Racionero y Grau (Seo de Urgel, Lérida, 15 de enero de 1940-Barcelona, 8 de marzo de 2020) fue un escritor español, en castellano y catalán.

## Biografía
Su padre fue un militar del ejército nacional y su madre, una dama de la alta burguesía catalana. Estudió Ingeniería y Ciencias Económicas en la Universidad de Barcelona y obtuvo la beca Fullbright para doctorarse en Urbanismo en la de Berkeley, entre 1968 y 1970. Ejerció en 1966 como profesor de Microeconomía en la Facultad de Ciencias Económicas y de Urbanismo en la Escuela de Arquitectura de Barcelona y en la Facultad de Económicas. En 1994 fue by-fellow en el Churchill College de Cambridge. En Berkeley, trató a Allen Ginsberg, Herbert Marcuse y Angela Davis.
Fue número 1 en las listas de ERC por la provincia de Gerona en las elecciones generales de 1982. Posteriormente abandonó el nacionalismo catalán.
En 2001 fue nombrado director de la Biblioteca Nacional de España después de haberlo sido durante cuatro años del Colegio de España en París. Colaboró con diarios y revistas como El País, La Vanguardia, Ajoblanco, o deportivos como Mundo Deportivo. Escribió tanto en catalán como en castellano. También participó en el programa de televisión Carta Blanca como colaborador de Antonio Escohotado para abordar el tema de las drogas.
En su libro Sobrevivir a un gran amor seis veces -Memorias- aparecen, junto a la referencia histórica y el contexto cultural, las parejas maritales del autor. Sus nombres aparecen bajo pseudónimo que, según conjeturas, algunos de ellos se identifican con María José R.(A), Elena Ochoa (E) o María Vidaurreta (F).
Fue el autor del diseño del Claustro Moderno de la Seo de Urgel cuyos capiteles tallados por el escultor Manuel Cusachs, están sin terminar de labrar; fue un encargo del Institut Catalá del Sòl (Incasol), dependiente de la Generalidad de Cataluña y se encuentra en el Parque de la Valira.

## Acusación de plagio
Al poco de ser nombrado director de la Biblioteca Nacional, Luis Racionero fue acusado de plagio por reproducir decenas de páginas de un libro de 1921 para escribir su Atenas de Pericles (1993). Ricardo Martínez de Rituerto publicó varios ejemplos de pasajes copiados literalmente en el año 2001. Racionero se defendió afirmando que no se trataba de un plagio sino de un caso de «intertextualidad». 

## Obras
- Ensayos sobre el Apocalipsis (1972)
- Filosofías del underground (1977)
- Sistemas de ciudades y ordenación del territorio (1978)
- Leonardo da Vinci (1978)
- Cercamón (1981)
- Del paro al ocio (1983) (Premio Anagrama)
- Textos de estética taoísta (1983)
- Raimon, la alquimia de la locura (1984)
- Finisterre. Sobre viajes, travesías, naufragios y navegaciones con Sánchez Dragó, Fernando Savater, Ramón Buenaventura, José María Álvarez, José María Poveda, Luis Paniagua, José María de Areilza, Pedro Martínez Montálvez, Marcos-Ricardo Barnatán, Xavier Domingo y Valentín Paz Andrade (Editorial Planeta, 1984)
- El Mediterráneo y los bárbaros del Norte (1985 y 1996)
- La forja de l'exili (1985)
- Los ángeles cuánticos (1986)
- Arte y ciencia (1988)
- El Arte de Vivir (1989)
- Florencia de los Médicis (1990)
- El nuevo paradigma (1990)
- Atenas de Pericles (1993)
- Oriente y Occidente: Filosofía oriental y dilemas occidentales (1993)
- El arte de escribir (1995)
- La cárcel del amor (1996)
- El genio del lugar (1997)
- Guía Práctica para Insatisfechos: Valores, Política y Futuro (1997)
- El progreso decadente (2000) (Premio Espasa de Ensayo)
- El pecado original (2001)
- La Costa Brava recuperada (2000)
- El alquimista trovador: una fascinante novela histórica sobre Rai Mundo Lulio (2003)
- La sonrisa de la Gioconda (2004)
- Conversaciones con Pla y Dalí (2004)
- El libro de los pequeños placeres (2005)
- Los complejos de la derecha (2006)
- Leonardo Da Vinci: genio del Renacimiento (2006)
- Sobrevivir a un gran amor seis veces -Memorias- (2009)
- El cráneo de Akenatón (2010)
- Memorias de un liberal psicodélico (2011)
- Sobrevivir a un gran amor seis veces -Memorias- (2011)
- La muerte de Venus (2011)
- Entre dos guerras civiles. Memorias sociales y políticas (2012)
- El mapa secreto (2013)
- El ansia de vagar (2013) (Premio Eurostars Hotels)
- Ética para Alicia (2014)
- Los tiburones del arte (2015)
- Gaudí, la última catedral de Europa (2016)
- Concordia o discordia (2016)